# Danske Kvindeforeningers Valgsretsudvalg

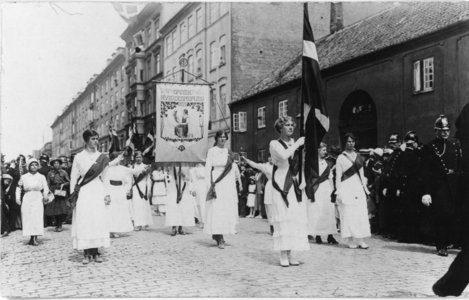
Pochod dánských sufražetek v Kodani, 1915

Danske Kvindeforeningers Valgsretsudvalg, česky Výbor sufražetek Dánské ženské společnosti, založila roku 1898 dánská feministka Louise Nørlund s podporou další dánské feministky Line Luplau za účelem spolupráce na zajištění volebního práva pro ženy. V roce 1904 byl název organizace změněn na Danske Kvindeforeningers Valgretsforbund (DKV), česky lze přeložit jako Unie sufražetek Dánské ženské společnosti.
Pod vedením Louise Nørlund vzrostl počet žen v organizaci z osmi v roce 1898 na 22 v roce 1904. Ve stejném roce se tato organizace připojila k nově založené Mezinárodní alianci pro volební právo žen (IWSA), čímž se Dánsko stalo jedním z jejich prvních deseti členů. Louise Nørlund se v roce 1904 zúčastnila kongresu IWSA konaném v Berlíně a v roce 1906 pomáhala s organizací kongresu IWSA v Kodani. První mezinárodní tajemnicí se stala Johanne Münter, kterou v roce 1909 nahradila Thora Daugaard, jež tento post zastávala do roku 1915, kdy dánské ženy získaly volební právo. DKV předsedala v roce 1907 nakrátko Vibeke Salicath, ale v roce 1908 se vrátila Louise Nørlund. Po ní se předsedkyní stala Eline Hansen.